# A Resistência ao Golpe de 2016
A Resistência ao Golpe de 2016 é um livro escrito por 104 autores, dentre eles juristas, acadêmicos, cientistas políticos, líderes sociais, artistas, economistas, jornalistas, organizado por Carol Proner, Gisele Cittadino, Marcio Tenenbaum e Wilson Ramos Filho. Lançado em 2016 pela Editora Canal 6, dentro do Projeto Editorial Praxis, denuncia os antecedentes, bastidores e consequências do impeachment de Dilma Rousseff, que levou ao governo de Michel Temer, explanando também temas como neoliberalismo, economia, mídia, poder judiciário brasileiro, Estado Democrático de Direito, ética política e sociedade. Foi o primeiro livro a ser publicado sobre (e contra) o impeachment, chamando-o de golpe.
Entre os autores mais conhecidos e renomados, constam o português Boaventura de Souza Santos, um dos idealizadores do Fórum Social Mundial, o cientista político Wanderley Guilherme dos Santos, o diretor teatral Aderbal Freire Filho, o teólogo Leonardo Boff, o economista e ativista João Pedro Stédile, o jornalista Luis Nassif, o diplomata Samuel Pinheiro Guimarães Neto, os políticos Roberto Amaral, Wadih Damous, Tarso Genro, Paulo Pimenta, Jandira Feghali, Lindbergh Farias, Luciana Boiteux, Guilherme Boulos, entre diversos outros nomes.
Este livro inicia uma trilogia, que continua com A Classe Trabalhadora e a Resistência ao Golpe de 2016, sobre a classe trabalhadora em face das reformas trabalhistas do novo governo de Michel Temer (MDB) junto ao PSDB, e termina com o livro A Resistência Internacional ao Golpe de 2016, que conta com textos de autores internacionais.

## Capa
A capa reproduz o quadro A Balsa da Medusa (1818), do pintor Théodore Géricault, exposto no Museu do Louvre, em Paris, e que retrata o naufrágio da fragata francesa La Méduse, causa de grande indignação pública à época, sobretudo pelo fato dos sobreviventes terem praticado canibalismo entre si.

## Sobre o livro
O livro — o primeiro a ser publicado contra o impeachment e chamando-o de golpe — é uma coletânea de 103 artigos escritos antes, durante e depois do impeachment de Dilma Rousseff. Ainda que não necessariamente alinhados política ou partidariamente, todos os 104 autores que compõem o livro estão de acordo à resistência e contraposição ao impeachment e ao governo de Michel Temer, por não existir, segundo suas análises, nenhum fundamento jurídico na questão das pedaladas fiscais.
Para eles, o termo "impeachment" deve ser colocado entre aspas: o chamam e o consideram um "golpe branco" parlamentar, político, financeiro e judiciário, que não se resumiu à simples deposição da ex-presidente Dilma Rousseff, mas também a uma quebra de institucionalidade democrática capaz de amaçar direitos conquistados desde o seu governo e conquistas desde o período de redemocratização pós-ditadura com a Constituição de 1988, trazendo à tona a reforma trabalhista de 2016 e outros impactos econômicos, políticos e sociais. Naquele mesmo ano, além deste livro e sua trilogia e além de artigos acadêmicos e jornalísticos, a antologia Por que gritamos Golpe? – Para entender o impeachment e a crise política no Brasil, da Editora Boitempo, O Golpe de 2016 e a Reforma Trabalhista, também da Editora Canal 6, e Golpe en Brasil - Genealogia de uma Farsa, de Buenos Aires, e o livro A Radiografia do Golpe, do sociólogo Jessé Souza, apresentavam mesmo entendimento.
Os autores de A Resistência ao Golpe de 2016 criticam o papel omisso ou conivente do Supremo Tribunal Federal, os bastidores da Lava Jato — particularmente os processos que envolvem Sergio Moro e o ex-presidente Luiz Inácio Lula da Silva (o livro nasce, com telefonemas e encontros entre os autores, exatamente depois da polêmica e muito noticiada condução coercitiva do ex-presidente numa operação da Polícia Federal em 4 de maio de 2016, ordenada por Moro) —, a atuação e cobertura da grande mídia e imprensa, seja em conluio com a Lava Jato enquanto "polícia política" e o jornalismo como um dos "atores" do "golpe" junto ao judiciário, os interesses fisiologistas e lobistas de setores da Câmara dos Deputados e uma parte da classe média da sociedade brasileira que expressaria preconceito, ódio de classe, machismo e misoginia.
Embora alguns artigos sejam inéditos, muitos dos textos que compõem o livro já haviam sido publicados entre os últimos meses do ano de 2015 e início do mês de maio de 2016 em diversos formatos e locais. Foram reunidos, segundo os autores, como um gesto de resistência e se apresenta com esse objetivo: "Este livro inscreve-se nessa luta política. Reunimos aqui advogados, professores, cientistas políticos, jornalistas, filósofos, economistas, políticos, escritores todos comprometidos com a resistência ao golpe, ainda que não necessariamente alinhados política ou partidariamente. Do papel do STF à atuação da mídia, das pedaladas fiscais aos meandros do poder legislativo, do papel dos atores políticos internacionais aos bastidores da Lava Jato, da crise da representatividade à ofensiva golpista, são inúmeros os recortes, ângulos e as perspectivas sobre o golpe em curso no Brasil. [...] significa, para cada um de nós, uma maneira de publicamente traduzir nosso compromisso com a democracia e a com a legalidade."

## Sumário
Obs.: o trecho seguinte está "compactado" de modo a despoluir visualmente o contexto da página toda.
- Apresentação – Gisele Cittadino
- "Informados e inteligentes" – Aderbal Freire-Filho
- "O significado técnico da expressão “julgamento jurídico e político do impeachment” do Presidente da República" – Afrânio Silva Jardim
- "O juiz como protagonista do espetáculo: a paranoia como metáfora para pensar essa posição" – Agostinho Ramalho Marques Neto
- "Afinal, quem é o guardião da Constituição?" – Alexandre Gustavo Melo Franco de Moraes Bahia, Diogo Bacha e Silva, Emilio Peluso Neder Meyer, Marcelo Andrade Cattoni de Oliveira e Paulo Roberto Iotti Vecchiatti
- "Golpe vergonhoso passa na Câmara" – Alexandre Gustavo Melo Franco de Moraes Bahia, Emílio Peluso Neder Meyer, Diogo Bacha e Silva, Marcelo Andrade Cattoni de Oliveira e Paulo Roberto Iotti Vecchiatti
- "O Judiciário na crise política brasileira" – Aline Sueli de Salles Santos
- "Depois da queda" – Alipio Freire
- "Excepcionalidade política e neoliberalismo: Europa e Brasil" – Antonio Baylos
- "Ética política e justiça no Brasil" – Baltasar Garzón Real
- "Algo além do rito do processo de impeachment" – Beatriz Vargas Ramos e Camila Prando
- "Ingredientes de um golpe parlamentar" – Beatriz Vargas Ramos e Luiz Moreira
- "Os perigos da desordem jurídica no Brasil" – Boaventura de Sousa Santos
- "Golpe branco no Brasil: Dilma alerta na ONU" – Carol Proner
- "Um golpe na inclusão social e no Estado Democrático de Direito" – Cláudia Grabois e Meire Cavalcante
- "Moro e STF: da independência à irresponsabilidade" – Claudia Maria Barbosa
- "Um golpe desconstituinte?" – Cristiano Paixão
- "Um golpe chamado machismo" – Cristina Ninô Biscaia
- "Para entender: impeachment, recall e outros bichos" – Daniel Cerqueira e Gustavo Fontana Pedrollo
- "Quando a presidente foi Dilma Rousseff" – Denise Assis
- "Mídia e novo golpe" – Denise Assis
- "Faltam elegância e fidalguia" – Denise Assis
- "Os agentes e as agências do golpe, um a um" – Denise Assis, Gisele Cittadino, João Ricardo Dornelles, Marcio Tenenbaum e Rogerio Dultra dos Santos
- "Nomeação de Lula ao cargo de Ministro é legal: uma necessária aula de história e filosofia ao juiz Moro, ao Judiciário e à OAB" – Djefferson Amadeus
- "Confira prova de que Lava Jato e mídia formam uma polícia política" – Eduardo Guimarães
- "É hora de o governo Dilma denunciar ao mundo a ofensiva golpista" – Eduardo Guimarães
- "Sobre sonhos..." - Eneá de Stutz e Almeida
- "A possibilidade de atuação do STF na atual fase do pedido de impeachment" – Eugênia Augusta Gonzaga e Paulo Pimenta
- "Alguns pensamentos sobre (e do) Brasil" – Florian Hoffmann
- "A conjuntura não caiu do céu" – Francisco Celso Calmon
- "América Latina sofre sob o jugo do capital" – François Houtart
- "Em defesa da Constituição" – Geraldo Prado
- "O golpe do impeachment" – Gilberto Bercovici
- "A pulsão golpista da miséria política brasileira" – Giovanni Alves
- "Supremo Tribunal Federal. Entre a vaidade, o golpismo e a omissão" – Gisele Cittadino
- "O ensaio sobre a cegueira e os atos pró-impeachment" – Gladstone Leonel Júnior
- "Convulsão social" – Guilherme Castro Boulos
- "O dia em que Moro deixou de ser juiz" – Gustavo Fontana Pedrollo
- "Parecer sobre a responsabilidade do Presidente da República" – Gustavo Ferreira Santos, Marcelo Labanca Corrêa de Araújo, João Paulo Fernandes de Souza e Allain Teixeira
- "Se a nomeação de Lula Ministro é um ato nulo, o que dizer do impeachment deflagrado por Eduardo Cunha?" - Gustavo Teixeira e Tiago Resende Botelho
- "A luta só começou" – Jandira Feghali
- "Impeachment: julgamento político com balizas jurídicas" – Jean Keiji Uema
- "Breves reflexões sobre a conjuntura do golpe. Desafios para a esquerda brasileira" – João Ricardo W. Dornelles e Carol Proner
- "Boston, Brazil: o PGR e a defesa da Lava Jato" – João Feres Junior
- "Frente ao golpe, a mobilização popular!" – João Pedro Stedile
- "O jogo dos sete erros" – 1964-2016 – José Carlos Moreira da Silva Filho
- "A radicalização estéril" – José Maurício Domingues
- "Sobre Constituição e direito de resistência" – Juliana Neuenschwander Magalhães
- "Criacionistas e jusnaturalistas estamentais. Sobre os despachantes do golpe e como enfrentá-los" – Katarina Peixoto
- "A inconfessável agenda do golpe" – Larissa Ramina e Carol Proner
- "A questão de teorias jurídicas meramente descritivas ou de como o positivismo jurídico influencia na crise política brasileira" – Lenio Luiz Streck
- "O impeachment e o estado das instituições democráticas no Brasil" – Leonardo Avritzer
- "Os continuadores da Casa Grande estão voltando" – Leonardo Boff
- "O impeachment como uma anti-revolução" – Leonardo Boff
- "Tchau, democracia!" - Leonardo Isaac Yarochewsky
- "Da nova Guerra Fria ao impeachment de Dilma" – Levi Bucalem Ferrari
- "O impeachment de Keynes" – Lindbergh Farias
- "Lava Jato: tudo começou em junho de 2013 com a Primavera brasileira" – Luis Nassif
- "O Brasil está na mira de Wall Street" – Luiz Alberto Moniz Bandeira
- "A ponte para o passado. Os impichadores prometem reavivar um programa econômico com validade vencida" – Luiz Gonzaga Belluzzo e Gabriel Galípolo
- "Impeachment e chantagem" – Luiz Moreira
- "Misoginia no golpe" – Luciana Boiteux
- "O impeachment e os direitos sociais do trabalhador: caminhos de uma ordem mais desigual" – Magda Barros Biavaschi
- "Breves notas às decisões do Supremo Tribunal Federal na longa sessão da noite de 14 para 15 de abril de 2016: para um exercício de patriotismo constitucional" – Marcelo Andrade Cattoni de Oliveira
- "Instituições políticas e judiciais dominantes estão corrompidas. As mudanças devem vir de baixo" – Marcelo Neves
- "Impeachment fraudulento e direito de resistência" – Marcelo Ribeiro Uchôa
- "Golpismo à brasileira veste roupagem jurídica" – Marcelo Semer
- "Mentes perigosas: Carl Schmitt e o impeachment" – Marcio Sotelo Felippe
- "O golpe foi dado. Será consolidado?" - Marcio Tenenbaum
- "Carta aos Ministros do Supremo Tribunal Federal" – Marcio Tenenbaum
- "O impeachment e a instrumentalização do poder judiciário pelas mãos do juiz Sergio Moro" – Margarida Lacombe Camargo e José Ribas Vieira
- "Roda Viva" – Maria Goretti Nagime
- "Regressão do estado de direito no Brasil" – Maria José Fariñas
- "Não ao golpe parlamentar" – Maria Luiza Quaresma Tonelli
- "Relato feminino de resistência internacional ao golpe de 2016" – Mariana Kalil
- "A crise de legalidade brasileira e a violação das fronteiras do absurdo" – Mariana Sousa Pereira
- "Determinação, nossa meta" – Marilia Guimarães
- "Carta de um cidadão comum à Corte Suprema brasileira" – Marilson Santana
- "O Gigante acordou feliz" – Mauro Noleto
- "Stefan Zweig e a atmosfera moral do golpe" – Miguel do Rosário
- "Crise política no Brasil e reação internacional" – Monica Herz e Andrea Ribeiro Hoffmann
- "Para depois do golpe: o ataque aos direitos dos trabalhadores" – Nasser Allan
- "O golpe" – Paulo Teixeira
- "Impeachment de Dilma: golpe ou medida de exceção?" - Pedro Estevam Serrano
- "Há semelhanças entre o golpe civil-militar de 1964 e o Golpe em 2016?" - Prudente José Silveira Mello
- "As pedaladas hermenêuticas e o impeachment" – Ricardo Lodi Ribeiro
- "É golpe, sim" – Roberto Amaral
- Os senhores da lei: fundamentos e funções da “Operação Lava-Jato” – Rogerio Dultra dos Santos
- A condução coercitiva do ex-presidente Lula como estratégia rumo ao golpe – Rômulo de Andrade Moreira
- O pós-golpe – Rubens Casara
- "Jamais imaginei que viveria para ver outro golpe" – Salah H. Khaled Jr.
- "Impeachment, golpe de Estado e ditadura de ‘mercado’" – Samuel Pinheiro Guimarães
- "Não há fundamento jurídico para o impeachment" – Tarso Cabral Violin
- "Agonia e êxtase do liberalismo decadente" – Tarso Genro
- "O impeachment de Dilma Rousseff: um golpe da Constituição aos tratados internacionais" – Tiago Resende Botelho e Gustavo de Faria Moreira Teixeira
- "O processo de impedimento e argumento da insinceridade: o senador Antonio Augusto Anastasia em face do golpe" – Thomas Bustamante
- "O mundo não termina na porta do teatro" – Tuca Moraes
- "Dilma cometeu crime de responsabilidade? Não. Um golpe disfarçado" – Wadih Damous
- "A democracia contemporânea é frágil porque foi sequestrada, condicionada e amputada pelo capital" – Wadih Damous
- "Há um golpe de Estado em curso" – Wadih Damous
- "Grande dúvida constitucional de que o Supremo fugirá" – Wanderley Guilherme dos Santos
- "Alguma coisa está fora da ordem. A política nasceu" – Wilson Ramos Filho
- "Reconciliação ou luta de classes acirrada? O dia seguinte da votação do impeachment" – Wilson Ramos Filho
- "A Ponte para o Futuro e educação nacional: de volta ao passado" – Zacarias Gama

## Lançamentos
O livro teve ampla divulgação e grandes cerimônias de lançamento. Foi lançado em 30 de maio de 2016 no Memorial Darcy Ribeiro, na Universidade de Brasília (UnB), em Brasília, onde contou com a presença de Dilma Roussef. No dia seguinte, foi lançado no Rio de Janeiro, no Teatro Casa Grande, com a presença de José Eduardo Cardozo, advogado e defensor de Dilma. A presidente também esteve no lançamento do dia 3 de junho, no Teatro Dante Barone, na Assembleia Legislativa do Rio Grande do Sul. Em São Paulo, foi lançado no dia 20 de junho na Casa de Portugal, contando com a participação de José Eduardo Cardozo, Tata Amaral, Orlando Silva, Paulo Teixeira, Cláudio Lembo, Luiz Gonzaga Belluzzo, Gilberto Bercovici, entre outros. Nesta ocasião, lançou-se também a Frente Brasil de Juristas pela Democracia. Também houve lançamentos em Natal, Florianópolis, Sergipe e Curitiba, sempre com muito público e participação de alguns dos autores e de movimentos e lideranças sociais.

## Importância
Dentro da produção escrita da ciência social, da conjuntura política e da interpretação do Brasil contemporâneo, o livro A Resistência ao Golpe de 2016 se insere, assim como outras produções do mesmo ano de 2016, como uma primeira reação ampla e aberta de nível intelectual e literário a ser estudada sobre vários aspectos a respeito da crise do segundo governo de Dilma Rousseff e seu processo de impeachment, com interpretação de seus impactos e desdobramentos na democracia brasileira.
O livro pode ser visto como uma crítica da política, do sistema financeiro, do judiciário e do jornalismo no discurso de intelectuais, em que o momento do "agora", mais favorável do que desfavorável à destituição, é contratado com a visão histórica depois sobre ela, isto é, mais desfavorável e crítica. Isto é exemplificado no primeiro texto do livro, da autoria de Aderbal Freire Filho, diretor teatral, em que ele ironiza artigo de Ferreira Gullar, poeta e então colunista da Folha de S.Paulo, maior jornal do país que publicara enquete com intelectuais a favor ou contra a destituição. Gullar dizia-se espantado que "pessoas reconhecidamente inteligentes e bem informadas" tenham sido contra, enquanto que Aderbal Freire Filho aponta que 20 dos entrevistados posicionaram-se contra, enquanto que apenas 8, incluindo Gullar, eram favoráveis. Num momento de polarização política, o livro captou a voz de parcelas das ruas e das instituições, seja para criticá-las ou endossá-las.
O artigo do sociólogo português Boaventura de Sousa Santos, "Os perigos da desordem jurídica no Brasil", serve a uma perspectiva do Direito ligado à sociologia como "uma análise do cenário político-social brasileiro pós-impeachment de 2016, a fim de compreender as causas condicionantes do referido processo e os reflexos do impedimento". Em seu texto, Sousa Santos conclui que a contemporaneidade vive aquilo que ele identifica como uma espécie de "fascismo social", por estar de fora da política, num empobrecimento das relações de trabalho e de vida e de sociedade, "a democracia representativa tende a ser sociologicamente uma ilha democrática num arquipélago de despotismos."
O texto do diplomata Samuel Pinheiro Guimarães Neto e de outros, para quem os meios de comunicação no Brasil são dominados pela classe dominante e aportaram "ajuda providencial" para "derrubar ou imobilizar a Presidenta e, assim, anular a vontade da maioria do povo brasileiro", contribui para a área da comunicação e do seu processo e uso histórico no Brasil, num contexto de exclusão comunicacional do país e de debate sobre o papel da imprensa no episódio.
A perspectiva feminista encara o texto de Luciana Boiteux a respeito da participação feminina no Câmara e Senado, através de dados numéricos, durante o governo de Dilma Rousseff, isto é, primeira mulher eleita presidente, tendo havido crescimento, mas ainda não de maneira igualitária no quesito gênero. Fora isso, o centro do estudo refere-se ao tratamento social e da imprensa em relação a uma mulher na presidência. Termos como violência de gênero e diminuição da mulher a mero objeto sexual são usados em relação a campanhas em 2015 que utilizavam adesivos de cunha sexual contra a governanta. Uma famosa capa da revista IstoÉ, com imagem do rosto de Dilma distorcido e com matéria que, registra Boiteux, "atribuía a Dilma surtos e desequilíbrios emocionais e psiquiátricos nas vésperas da votação do impeachment" também é vista por outras autoras da perspectiva feminista como representação de sexismo, machismo, violência moral, estética e simbólica naturalizados nas relações sociais.
Vários artigos de A Resistência ao Golpe de 2016 são usados nos textos do livro de antologia Desafios e Perspectivas da Democracia na América Latina, sobre Direitos Humanos, cidadania e políticas públicas diante da conjuntura nacional e internacional após a destituição da presidente. Destacam-se a pergunta de Boaventura de Sousa Santos, "há futuro para a democracia num mundo dominado pelo capitalismo financeiro global, pelo colonialismo e pelo patriarcado nas relações sociais?", para se pensar sobre o sistema econômico atual e a necessidade do que ele identifica como descolonização; a análise de Giovanni Alves, autor de "A pulsão golpista da miséria política brasileira", referente à importância da luta pela democratização do Estado, de onde a esquerda política manteve-se afastada, e que advoga necessidade de democratização dos meios de produção contra a mídia oligárquica que "imbeciliza o povo brasileiro"; as críticas do livro à Lava Jato e a Sergio Moro, para quem "quanto maior a deslegitimação do sistema político, maior a legitimação da magistratura"; o uso do jurista e filósofo político Carl Schmitt, que falava em excepcionalidade e na "necessidade" de um Estado de exceção, para se tratar criticamente do impeachment e da condução coercitiva de Lula, como Márcio Sotelo Felippe o faz em seu artigo, e uma elite no Judiciário que veria a legalidade e o Estado Democrático de Direito como problemáticos.

## Lista completa de autores
- Aderbal Freire Filho
- Afrânio Silva Jardim
- Agostinho Ramalho Marques Neto
- Alexandre Gustavo Melo Franco de Moraes Bahia
- Aline Sueli de Salles Santos
- Alipio Freire
- Andrea Ribeiro Hoffmann
- Antonio Baylos
- Baltasar Garzón Real
- Beatriz Vargas Ramos
- Boaventura de Sousa Santos
- Camila Prando
- Carol Proner
- Cláudia Grabois
- Claudia Maria Barbosa
- Cristiano Paixão
- Cristina Ninô Biscaia
- Daniel Cerqueira
- Denise Assis
- Diogo Bacha e Silva
- Djefferson Amadeus
- Eduardo Guimarães
- Emilio Peluso Neder Meyer
- Eneá de Stutz e Almeida
- Eugênia Augusta Gonzaga
- Florian Hoffmann
- Francisco Celso Calmon
- François Houtart
- Gabriel Galípolo
- Geraldo Prado
- Gilberto Bercovici
- Giovanni Alves
- Gisele Cittadino
- Gladstone Leonel Júnior
- Guilherme Boulos
- Gustavo de Faria Moreira Teixeira
- Gustavo Ferreira Santos
- Gustavo Fontana Pedrollo
- Gustavo Teixeira
- Jandira Feghali
- Jean Keiji Uema
- João Feres Junior
- João Paulo Fernandes de S
- Allain Teixeira
- João Pedro Stedile
- João Ricardo W Dornelles
- José Carlos Moreira da Silva Filho
- José Maurício Domingues
- José Ribas Vieira
- Juliana Neuenschwander Magalhães
- Katarina Peixoto
- Larissa Ramina
- Lenio Luiz Streck
- Leonardo Avritzer
- Leonardo Boff
- Leonardo Isaac Yarochewsky
- Levi Bucalem Ferrari
- Lindbergh Farias
- Luciana Boiteux
- Luis Nassif
- Luiz Alberto Moniz Bandeira
- Luiz Gonzaga Belluzzo
- Luiz Moreira
- Magda Barros Biavaschi
- Marcelo Andrade Cattoni de Oliveira
- Marcelo Labanca Corrêa de Araújo
- Marcelo Neves
- Marcelo Ribeiro Uchôa
- Marcelo Semer
- Marcio Sotelo Felippe
- Marcio Tenenbaum
- Margarida Lacombe Camargo
- Maria Goretti Nagime
- Maria José Fariñas Dulce
- Maria Luiza Quaresma Tonelli
- Mariana Kalil
- Mariana Sousa Pereira
- Marilia Guimarães
- Marilson Santana
- Mauro Noleto
- Meire Cavalcante
- Miguel do Rosário
- Monica Herz
- Nasser Allan
- Paulo Pimenta
- Paulo Roberto Iotti Vecchiatti
- Paulo Teixeira
- Pedro Estevam Serrano
- Prudente José Silveira Melo
- Ricardo Lodi Ribeiro
- Roberto Amaral
- Rogerio Dultra dos Santos
- Rômulo de Andrade Moreira
- Rubens Casara
- Salah H Khaled Jr
- Samuel Pinheiro Guimarães Neto
- Tarso Cabral Violin
- Tarso Genro
- Thomas Bustamante
- Tiago Resende Botelho
- Tuca Moraes
- Wadih Damous
- Wanderley Guilherme dos Santos
- Wilson Ramos Filho
- Zacarias Gama